# I Could Be Wrong
I Could Be Wrong is een nummer van het Nederlandse dj-duo Lucas & Steve uit 2018. Het nummer is een remix van het nummer "I Wanna Be Down" van Brandy uit 1994, vandaar dat de zangeres ook op de credits vermeld staat.
Lucas & Steve zijn niet vies van het remixen van een oude hit, een jaar eerder remixten ze "On the Move" van Barthezz ook al in hun hit "Up Till Dawn (On the Move)". Met "I Could Be Wrong" komt Brandy voor het eerst in 14 jaar weer in de Nederlandse Top 40, waar het nummer een bescheiden 30e positie behaalde.